# Val-Revermont
Val-Revermont is een gemeente in het Franse departement Ain in de regio Auvergne-Rhône-Alpes, die deel uitmaakt van het arrondissement Bourg-en-Bresse. De gemeente is op 1 januari 2016 ontstaan door de fusie van de gemeenten Treffort-Cuisiat en Pressiat en heeft de status van commune nouvelle. Val-Revermont telde op 1 januari 2022 2.494 inwoners.

## Geografie
De oppervlakte van Val-Revermont bedroeg op 1 januari 2022 45,42 vierkante kilometer; de bevolkingsdichtheid was toen 54,9 inwoners per km².
De onderstaande kaart toont de ligging van Val-Revermont met de belangrijkste infrastructuur en aangrenzende gemeenten.

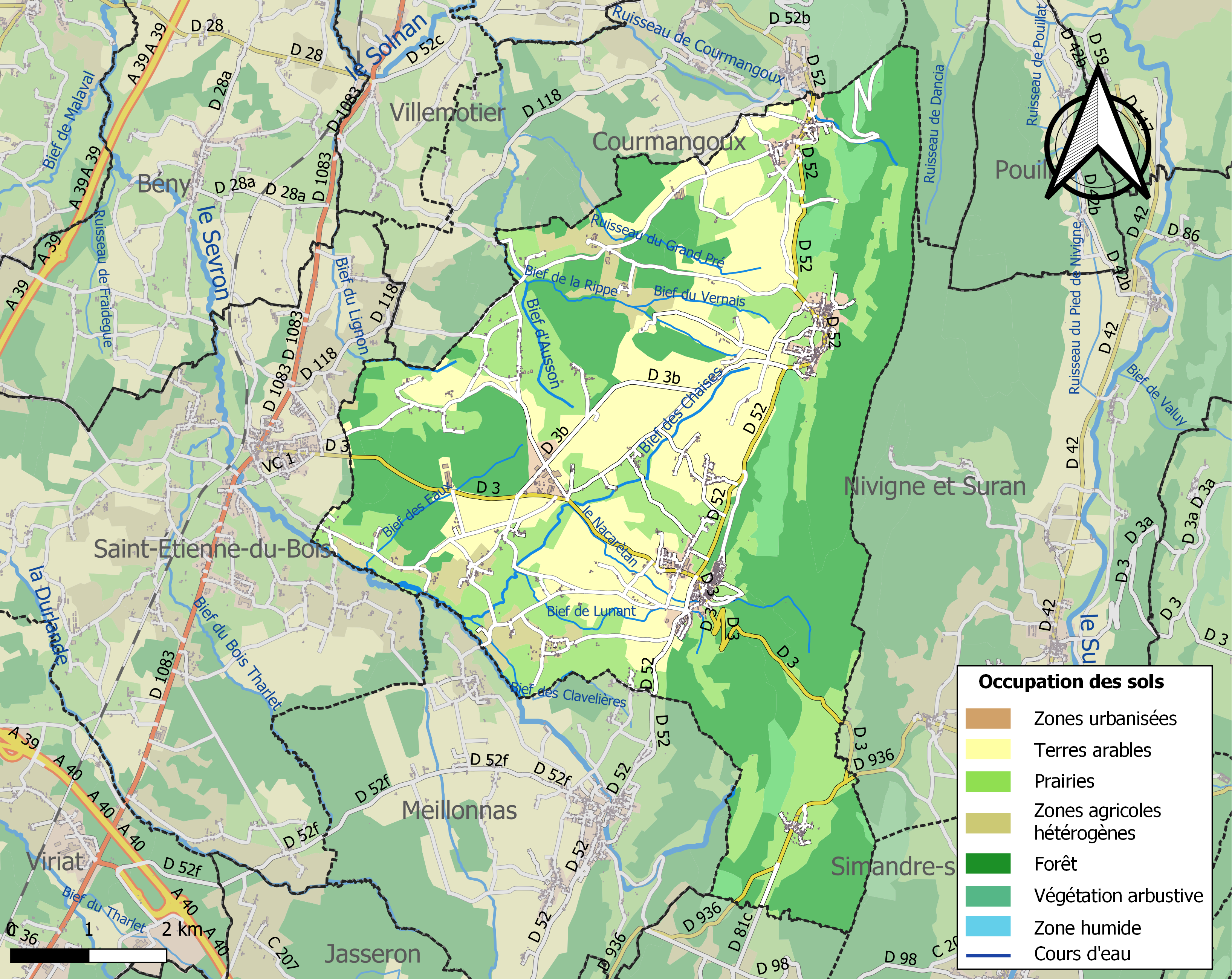